# Свирель (рассказ)
Свирель  — рассказ Антона Павловича Чехова. Написан в 1887 году, впервые опубликован в 1887 году в газете «Новое время» № 4130 от 29 августа с подписью Ан. Чехов.

## Публикации
Рассказ А. П. Чехова «Свирель» написан в 1887 году, впервые опубликован в 1887 году в газете «Новое время» № 4130 от 29 августа с подписью Ан. Чехов, в 1888 году печатался в сборнике «Рассказы», вошёл в издание А. Ф. Маркса.
При жизни Чехова рассказ переводился на венгерский, словацкий, французский и чешский языки.

## Критика
Критик И. Л. Леонтьев восхищался рассказом и, вспоминая об одном ненаписанном рассказе, писал: «…получился бы один из тех заразительно жизненных, классически сжатых рассказов, какие умел писать только Чехов, — художественный перл, вроде его „Ведьмы“ и „Свирели“».
К. К. Арсеньев рассказ «Свирель» поместил среди «недурных» рассказов Чехова.
П. Краснов относительно рассказа «Свирель» писал: «Общественная пошлость еще усугубляется общею русскою беднотою, нищетою, вырождением. В рассказе „Свирель“ Лука Бедный выражает твердую уверенность в измельчании всего окружающего». Писали отзывы о рассказе критики А. А. Александров, Г. Качерец, Е. Ляцкий и др..

## Персонажи
- Мелитон Шишкин, приказчик из Дементьева хутора.
- Лука Бедный, пастух, играющий на свирели.

## Сюжет
Однажды летом в лесу охотился с собакой приказчик из Дементьева хутора Мелитон Шишкин. Выйдя на опушку леса, он увидел старого пастуха, Луку Бедного, играющего на свирели. Старик и приказчик разговорились о погоде, охоте, вспомнили прежнюю охоту. По их мнению нынче все стало хуже — не та стала рыба, пропали звери и птица, исчезли ручьи, вырубают леса. Оба жили бедно. У приказчика было восемь человек детей, жена, мать, а жалованье составляло десять рублей в месяц. От бедности его жена «осатанела», а сам он запил. На рассуждения приказчика о жизни пастух сказал: «Жалко, братушка! И боже, как жалко! Земля, лес, небо… тварь всякая — всё ведь это сотворено, приспособлено, во всем умственность есть. Пропадает всё ни за грош. А пуще всего людей жалко».
Когда пошел дождь, собеседники попрощались и приказчик ушёл. Уходя, Мелитон Шишкин слушал, как пастух продолжал играть на свирели и жалел небо, землю, солнце, лес и свою собаку.